# 山口県道201号宮野上山口停車場線
山口県道201号宮野上山口停車場線（やまぐちけんどう201ごう みやのかみやまぐちていしゃじょうせん）は、山口県山口市を通る一般県道である。

## 概要
山口市宮野上から山口市駅通り2丁目に至る。
国道9号と国道376号の分岐する仁保入口交差点を起点とする。国道262号と交わるまでは都市計画道路宮野上恋路線に沿うが、JR西日本山口線をまたぐところで未整備かつ通行不能区間があり、山口市宮野下から国道262号までの間は並行する生活道路を県道として認定している。一方、都市計画道路の終点付近（山口市宮野下恋路）は2013年（平成25年）に整備が完了した。
その後椹野川の左岸を進み（一部県道未指定区間あり）、天神橋（山口市古熊・古熊神社参道入口）で椹野川を渡って、JR西日本山口線 山口駅前で終点となる。なお、JR西日本山口線には山口駅の一つ益田寄りに上山口駅もあるが、上山口駅の付近では椹野川を挟んで対岸を通過する。

### 路線データ
- 起点：山口市宮野上（仁保入口交差点、国道9号交点、国道376号起点）
- 終点：山口市駅通り2丁目（JR西日本山口線 山口駅前、山口県道194号山口秋穂線交点、山口県道205号山口停車場線起点）
- 通行不能区間：山口市宮野上 - 山口市宮野下、山口市宮野下 - 山口市古熊3丁目

## 歴史
- 1972年（昭和47年）4月1日 - 山口県告示第262号により路線認定[1]
- 2013年（平成25年）7月30日 - 国道262号付近のバイパスが一部完成、ダブルウェイとなる[2]。
- 2015年（平成27年）9月25日 - 起点付近のダブルウェイを解消[3]。

## 路線状況

### 重複区間
- 国道262号（山口市宮野下[2]）

### 路線状況

#### 橋梁
- 恋路小橋（古甲川、山口市、国道262号重複区間内）
- 天神橋（椹野川、山口市）

## 地理

### 通過する自治体
- 山口市

### 交差する道路
| 交差する道路                                                     | 交差する場所 | 交差する場所          |
| ---------------------------------------------------------------- | ------------ | --------------------- |
| 国道9号 国道262号 重複 国道376号 山口県道10号山口福栄須佐線 重複 | 宮野上       | 仁保入口交差点 / 起点 |
| 通行不能区間                                                     |              |                       |
| 国道262号 重複区間起点                                           | 宮野下       |                       |
| 国道262号 重複区間終点                                           | 宮野下       | 宮野下恋路交差点      |
| 通行不能区間                                                     |              |                       |
| 山口県道194号山口秋穂線 山口県道205号山口停車場線                | 駅通り2丁目  | 終点                  |

### 交差する鉄道
- 山口線

### 沿線
- 自治体衛星通信機構 山口管制局
- 椹野川
- JR西日本山口線 山口駅